# Oltárc
Oltárc è un comune dell'Ungheria di 311 abitanti (dati 2001). È situato nella contea di Zala.